# DMZ (seriál)
DMZ je americký akční televizní seriál, adaptace komiksu DMZ od Briana Wooda. Tvůrcem minisérie je Roberto Patino. První díl režírovala Ava DuVernay, zbývající díly Ernest Dickerson. Oba seriál také produkovali. Byl vydán na platformě HBO Max dne 17. března 2022. 
Objednávka čtyřdílné dystopické minisérie byla oznámena 19. listopadu 2020.

## Příběh
Medička Alma se během druhé americké občanské války snaží najít svého ztraceného syna a na demilitarizovaném ostrově Manhattan se stane symbolem naděje.

## Obsazení
- Rosario Dawson jako Alma
- Benjamin Bratt jako Parco Delgado
- Freddy Miyares jako Skel
- Hoon Lee jako Wilson
- Jordan Preston Carter jak oOdi